# Yggdrasil-gillet
Yggdrasil-gillet, tidigare Föreningen Yggdrasil, är en svensk förening som sysslar med den nordiska schamanismen, och i viss mån med den gamla druidismen. Föreningen grundades i juni 1975 av Mikael W Gejel och Karin Norberg. Efter en viloperiod på några år återstartades Yggdrasil 1982 av Jörgen I Eriksson. Under många år leddes Yggdrasil-gillet av Jörgen I Eriksson, Mikael Gejel och Mikael Hedlund.
Namnet kommer från världsträdet Yggdrasil. Föreningen har fördjupat sig i de fornnordiska mysteriernas fem lärovägar, utesittning, trumresa, galderkonst, runmagi och sejd. Föreningen sysslade tidigt med praktiska övningar i shamanism. Yggdrasil-gillet har startat flera trum- och galdergrupper, haft många kurser, föredrag och sammankomster. 
Under många år och i totalt 25 nummer gav föreningen ut tidskriften Gimle, världens första tidskrift för shamanism. Det första numret av Gimle kom redan 1976, alltså flera år innan vågen av intresse för shamanism hade startat (se Svanberg a. a.). Denna intressevåg tog sin begynnelse i början av 1980-talet. Den amerikanska tidskriften Shaman's Drum Journal startades först 1987. Till stor del fungerade Gimle som ett språkrör för Yggdrasil-gillet. Dock medverkade alltid artikelförfattare utan anknyning till Yggdrasil-gillet. Bland de religionshistoriker, antropologer och andra som medverkade var inte alla medlemmar i gillet. Sedan 2004 har fem nya nummer av Gimle utkommit.
Yggdrasil-gillet ingår numera i Svenska Misraimförbundet. Yggdrasil-gillet leds av en ålderkvinna, för närvarande Eva Wolgers.